# Geissois stipularis
Espèce
Statut de conservation UICN

 EN D : En danger
Geissois stipularis est une espèce de plantes de la famille des Cunoniaceae.

## Publication originale
- Journal of the Arnold Arboretum 33(2): 123–124. 1952.